# Иберо Гутиерес
Иберо Гутиерес (на испански: Ibero Gutiérrez) е уругвайски поет и студент активист.

## Биография и творчество
Иберо Гутиерес е роден на 23 септември 1949 г. в Монтевидео, Уругвай, в семейство на банков чиновник. Започва да пише активно поезия още на 14 години и води личен дневник.
След завършване на гимназията постъпва в университетски подготвителни курсове по право в лицея „Larranaga“. През 1966 г. става член на редакционната колегия на университетското издание. Работи във Федерацията на студентите, където е делегат и в групата на напредналите университети. Едновременно с образованието си пише поезия, рисува и се посвещава на публицистиката.
Печели Международната награда за радио Хавана и през декември 1968 г. пътува до Куба, и посещава Франция и Испания. Във Франция се свързва с активисти на движението май 68. Радикализира се и през 1969 г. попада в затвора за 3 месеца по време на режима на Пачеко Ареко заради връзките си с организацията „Движение на независимите 26 март“.
Учи философия и психология във Факултета по хуманитарни науки и активно участва в студентското движение и лявата партия „Френте Амплио“. В политиката той клони към „психеделична контракултура“, критикува сталинския режим на Съветския съюз и не е съгласен с левите си колеги.
Иберо Гутиерес е измъчван и убит на 28 февруари 1972 г. от паравоенна групировка в Монтевидео. Оставя непубликувани седем ръкописа със стихове. Творчеството му е публикувано посмъртно в различни антологии.

## Произведения
- Poesía trunca (1977) – антология
- Prójimo-Lejimo y otros poemas, 1966-1970 (1987) – антология
- Buceando lo silvestre y otros poemas (1992) – антология
- La pipa de tinta china: cuadernos carcelarios 1970 (2014)